# Bernd Frankenberger
Bernd Frankenberger (* 1. März 1944 in Ilmenau) ist ein deutscher Heimathistoriker und Autor.

## Leben
Bernd Frankenberger wurde 1944 in Ilmenau als Sohn eines Haupt- und Bilanzbuchhalters und einer kaufmännischen Angestellten geboren. Er ist eines von zwei Kindern. Er ist gelernter Buch- und Offsetdrucker.
Frankenberger ist der Autor zahlreicher Veröffentlichungen über das alte Ilmenau und schrieb mehrere Bücher als Heimatforscher.
Er ist der Herausgeber des Alt-Ilmenauer Heimatkalenders. Dieser erschien in den Jahren 1998–2011 und wieder für die Jahre 2016 und 2017. Die Ausgaben bis 2011 vertrieb er als Inhaber des Kleinen Tannenlädchens in Ilmenau, das er über 19 Jahre hinweg betrieb. Er war Mitglied und Mitbegründer des Heimatgeschichtlichen Vereins Ilmenau, der in seiner Bibliothek auch die Werke führt. Er gehörte zeitweilig dem Vorstand an.
Er war 1994 Mitbegründer der Freien Wählergemeinschaft Ilmenau e.V.

### Wirken im Stadtrat
Seit 1999 ist Bernd Frankenberger Mitglied im Stadtrat von Ilmenau für die Freie Wählergemeinschaft, er ist Fraktionsvorsitzender.

## Veröffentlichungen
- Bernd Frankenberger, Günter Andrä, Jürgen Apel: Ilmenau – Bilder der Erinnerung, Ermer GmbH & Co KG, Homburg-Saarpfalz, 1991, ISBN 3-924653-11-9
- Bernd Frankenberger, Christina Roeber, Jürgen Apel, Kurt Schwarzer: Stadtbilder aus Ilmenau, Stadt-Bild-Verlag, 1992, ISBN 3-928741-14-4
- Kreisverwaltung Kaiserslauterns (Hrsg.): Heimatjahrbuch 1992 der Landkreise Kaiserslautern und Ilmenau, Beitrag von Bernd Frankenberger Eine Stadt und ihre Originale, Seiten 133–147, Verlag Otterbach, Arbogast, 1992, ISBN 3-87022-154-2
- Bernd Frankenberger, Günter Andrä, Jürgen Apel: Ilmenau – Bilder alter Gaststätten und Ausflugsziele, Verlag Ermer GmbH & Co KG, Homburg-Saarpfalz, 1993, ISBN 3-924653-15-1
- Bernd Frankenberger, Silke Leisner, Stadt Ilmenau (Hrsg.): Ilmenau – Beiträge zur Geschichte einer Stadt,  Beiträge von Bernd Frankenberger,  Die Zeitungen der Stadt und ihre Druckereien, Seiten 291–304, Ilmenauer Originale, Seiten 399–408, Das Neuschülerfest – eine jahrhunderalte Tradition, Seiten 409–417,  Verlag Frankenschwelle Hildburghausen, 1995, ISBN 3-86180-043-8
- Vorbereitungskomitee Goethestadt Ilmenau `99 (Hrsg.): Beiträge zum Goethejahr 1999 in Ilmenau, Beitrag von Bernd Frankenberger Goethe-Denkmäler in Ilmenau, Seiten 28–35, Stadtverwaltung Ilmenau, 1999
- Bernd Frankenberger: Denkschrift zum Ilmenauer Amtshaus, 2002[12]
- Bernd Frankenberger: Flucht in die Stollen. Augenzeugenbericht von 1945, Thüringer Allgemeine vom 9. April 2005
- Bernd Frankenberger:  Ilmenau – das gab es nur einmal, Ein Stadtspaziergang durch die Alt-Ilmenauer Geschäftswelt, Bernd Frankenberger, Das kleine Tannenlädchen Ilmenau, 2011, ISBN 978-3-9812489-1-3
- Bernd Frankenberger:  Ilmenau – das gab es nur einmal, Ein Streifzug durch das Alt-Ilmenauer Handwerk und die Industrie, Bernd Frankenberger, 2013[13]
- Autorenkollektiv (Hrsg.): Ilmenau – Heimatkundliche Beiträge zur Geschichte der Stadt und Umgegend, Beiträge von Bernd Frankenberger Der Corona-Schröter-Code, Seiten 138–141, Der Ilmenauer Bürgermeister Paul Eckardt, Seiten 142–155, 25 Jahre Ilmenauer Stadtrat – Ein 4fach Jubiläum, Seiten 99–101, Dictum Verlag, 2015, ISBN 978-3-95618-135-1
- Bernd Frankenberger: Die Rettung von Ilmenau. 70 Jahre Kriegsende, Freies Wort vom 3. Juni 2015
- Freies Wort vom 13. August 2016: „Das meiste erfährt man aus der Zeitung-Sommerinterview mit dem Ilmenauer Stadtrat Bernd Frankenberger“
- Bernd Frankenberger: Vor 35 Jahren führte die Ilm im Sommer Hochwasser., Freies Wort vom 20. August 2016
- Bernd Frankenberger: Rund um die Geschichte des Endleichtores, Grußbeitrag anlässlich der Übergabe des II. Bauabschnittes der Fußgängerzone, Freies Wort vom 20. September 2016
- Bernd Frankenberger: Öffentlich zum Verlierer gestempelt. 50 Jahre Städteduell Ilmenau-Saalfeld, Freies Wort vom 2. Februar 2017
- Bernd Frankenberger: Dr. med. Ewald Czapski – ein jüdischer Arzt und Ilmenauer Antifaschist, in: Rainer Borsdorf, Reinhard Schramm, Bernd Frankenberger, Christoph Macholdt: Jüdische Nachbarn in Ilmenau, Broschüre 2018, ISBN 978-3-95716-267-0
- Bernd Frankenberger: Alt-Ilmenauer Heimatkalender für die Jahre 2019/2020/2021/2022, Laudatio jährlich im Freien Wort, zuletzt im Freien Wort vom 12. November 2021

## Privates
Bernd Frankenberger ist seit 1972 mit Heidemarie Frankenberger verheiratet und hat eine Tochter.